# Temporada 1973-74 de los Capital Bullets
La temporada 1973-74  fue la primera de la franquicia bajo su nueva denominación Capital Bullets en Landover (Maryland) y la decimotercera en sus diferentes localizaciones. La temporada regular acabó con 47 victorias y 35 derrotas, ocupando el segundo puesto de la Conferencia Este, alcanzando los playoffs, en los que cayeron en las Semifinales de Conferencia ante New York Knicks.

## Elecciones en elDraft
| Ronda | Puesto | Jugador           | Posición  | Nacionalidad   | Universidad |
| ----- | ------ | ----------------- | --------- | -------------- | ----------- |
| 1     | 13     | Nick Weatherspoon | Alero     | Estados Unidos | Illinois    |
| 2     | 19     | Louie Nelson      | Escolta   | Estados Unidos | Washington  |
| 3     | 48     | Louie Nelson      | Ala-Pívot | Estados Unidos | Toledo      |

## Temporada regular
| División Central    | División Central | División Central | División Central | División Central | División Central | División Central | División Central | División Central |
| Equipo              | G                | P                | %                | PD               | Casa             | Fuera            | Neutral          | Div              |
| ------------------- | ---------------- | ---------------- | ---------------- | ---------------- | ---------------- | ---------------- | ---------------- | ---------------- |
| y-Capital Bullets   | 47               | 35               | .573             | –                | 31–10            | 15–25            | 1–0              | 14–8             |
| Atlanta Hawks       | 35               | 47               | .427             | 12               | 23–18            | 12–25            | 0–4              | 13–9             |
| Houston Rockets     | 32               | 50               | .390             | 15               | 18–23            | 13–25            | 1–2              | 9–13             |
| Cleveland Cavaliers | 29               | 53               | .354             | 18               | 18–23            | 11–28            | 0–2              | 8–14             |

## Playoffs

### Semifinales de Conferencia
Capital Bullets vs. New York Knicks 
| Fecha       | Partido                                  | Ciudad     |
| ----------- | ---------------------------------------- | ---------- |
| 29 de marzo | New York Knicks 102, Capital Bullets 91  | Nueva York |
| 31 de marzo | Capital Bullets 91, New York Knicks 87   | Landover   |
| 2 de abril  | New York Knicks 79, Capital Bullets 88   | Nueva York |
| 5 de abril  | Capital Bullets 93, New York Knicks 101  | Landover   |
| 7 de abril  | New York Knicks 106, Capital Bullets 105 | Nueva York |
| 10 de abril | Capital Bullets 109, New York Knicks 92  | Landover   |
| 12 de abril | New York Knicks 91, Capital Bullets 81   | Nueva York |
|             | New York Knicks gana las series 4-3      |            |

## Estadísticas
| Rk | Jugador           | Edad | P  | PT | MP   | TC  | TCI  | %TC  | TL  | TLI | %TL  | RO  | RD   | RT   | AS  | RB  | TAP | BP | FP  | PTS  |
| -- | ----------------- | ---- | -- | -- | ---- | --- | ---- | ---- | --- | --- | ---- | --- | ---- | ---- | --- | --- | --- | -- | --- | ---- |
| 1  | Elvin Hayes       | 28   | 81 |    | 44.5 | 8.5 | 20.1 | .423 | 4.4 | 6.1 | .721 | 4.4 | 13.7 | 18.1 | 2.0 | 1.1 | 3.0 |    | 3.1 | 21.4 |
| 2  | Mike Riordan      | 28   | 81 |    | 39.9 | 7.1 | 15.1 | .472 | 1.7 | 2.1 | .782 | 1.5 | 3.2  | 4.7  | 3.3 | 1.3 | 0.2 |    | 2.9 | 15.9 |
| 3  | Phil Chenier      | 23   | 76 |    | 38.7 | 9.2 | 21.1 | .434 | 3.6 | 4.4 | .820 | 1.5 | 3.6  | 5.1  | 3.1 | 2.0 | 0.9 |    | 1.8 | 21.9 |
| 4  | Archie Clark      | 32   | 56 |    | 31.9 | 5.6 | 12.1 | .467 | 1.8 | 2.3 | .786 | 0.8 | 1.7  | 2.5  | 5.1 | 1.1 | 0.1 |    | 2.2 | 13.1 |
| 5  | Wes Unseld        | 27   | 56 |    | 30.8 | 2.6 | 5.9  | .438 | 0.6 | 1.0 | .655 | 2.7 | 6.5  | 9.2  | 2.8 | 1.0 | 0.3 |    | 2.2 | 5.9  |
| 6  | Kevin Porter      | 23   | 81 |    | 28.9 | 5.9 | 12.3 | .478 | 2.2 | 3.1 | .723 | 1.0 | 1.2  | 2.2  | 5.8 | 1.2 | 0.1 |    | 3.9 | 14.0 |
| 7  | Nick Weatherspoon | 23   | 65 |    | 18.7 | 3.1 | 7.4  | .412 | 1.5 | 2.1 | .691 | 2.0 | 4.1  | 6.1  | 0.6 | 0.7 | 0.2 |    | 2.8 | 7.6  |
| 8  | Manny Leaks       | 28   | 53 |    | 15.9 | 1.5 | 4.4  | .341 | 1.1 | 1.6 | .699 | 1.8 | 2.8  | 4.6  | 0.5 | 0.2 | 0.7 |    | 1.8 | 4.1  |
| 9  | Tom Kozelko       | 22   | 49 |    | 11.7 | 1.2 | 2.7  | .444 | 0.5 | 0.7 | .719 | 1.1 | 1.5  | 2.5  | 0.5 | 0.4 | 0.1 |    | 1.7 | 2.9  |
| 10 | Louie Nelson      | 22   | 49 |    | 11.3 | 1.9 | 4.4  | .433 | 1.1 | 1.5 | .726 | 0.5 | 0.9  | 1.4  | 1.1 | 0.6 | 0.0 |    | 1.3 | 4.9  |
| 11 | Walt Wesley       | 29   | 39 |    | 10.3 | 1.8 | 3.9  | .470 | 0.7 | 1.1 | .605 | 1.6 | 1.9  | 3.5  | 0.4 | 0.2 | 0.5 |    | 1.9 | 4.3  |
| 12 | Dave Stallworth   | 32   | 45 |    | 10.2 | 1.7 | 4.2  | .401 | 1.0 | 1.2 | .855 | 1.2 | 1.6  | 2.8  | 0.6 | 0.6 | 0.1 |    | 1.4 | 4.4  |
| 13 | Rich Rinaldi      | 24   | 7  |    | 6.9  | 0.4 | 3.1  | .136 | 0.4 | 0.6 | .750 | 0.3 | 0.7  | 1.0  | 1.4 | 0.4 | 0.1 |    | 1.0 | 1.3  |
| 14 | Tom Patterson     | 25   | 2  |    | 4.0  | 0.0 | 0.5  | .000 | 0.5 | 1.0 | .500 | 0.5 | 0.5  | 1.0  | 1.0 | 0.0 | 0.0 |    | 0.0 | 0.5  |

## Galardones y récords
| Jugador           | Galardón                              |
| Elvin Hayes       | 2.º Mejor quinteto de la NBA All-Star |
| Nick Weatherspoon | Mejor quinteto de rookies de la NBA   |
| Phil Chenier      | All-Star                              |